# رمانس (فیلم ۱۹۸۳)
«رمانتیک» (انگلیسی: Romance) یک فیلم است که در سال ۱۹۸۳ منتشر شد.